# Dalianah Arekion
Dalianah Arekion est un mannequin hispano-mauricien. Elle est notamment connue comme la « muse » de Riccardo Tisci pour Givenchy.

## Biographie
Dalianah Arekion est née à San Sebastian et ses racines basques sont soulignées par Vanity Fair Espagne, qui la qualifie de « top model basque qui a conquis le monde ».
Elle apparaît en couverture de Harper's Bazar ou de Vogue Espagne en 2016. Elle défile notamment pour Givenchy. La presse souligne  la relation privilégiée qu'elle entretient avec des créateurs comme Ricardo Tisci (Givenchy) ou Lagerfeld,,.